# ضدافسردگی‌های چهارحلقه‌ای

ساختار شیمیایی میرتازاپین

ضدافسردگی‌های چهارحلقه‌ای (TeCA) دسته ای از داروهای ضد افسردگی هستند که برای اولین بار در دهه ۱۹۷۰ معرفی شدند. این ترکیبات به دلیل داشتن ساختار شیمیایی  شامل چهار حلقه از اتم، به این نام شناخته می‌شوند و به داروهای ضد افسردگی سه‌حلقه‌ای (TCAs) که شامل سه حلقه از اتم هستند، شباهت دارند.